# Blitzen Benz
La Benz 200PS, più comunemente nota come Blitzen Benz (dal tedesco: Blitzen = fulmine o lampo) è stata un'autovettura da record di velocità prodotta nel 1909 dalla Casa automobilistica tedesca Benz & Cie.

## Storia e profilo
Gli anni tra il 1909 ed il 1911 videro molte Case automobilistiche disertare le principali competizioni. Tra queste vi furono due delle principali Case europee dei primi tre decenni di vita dell'automobile: la Daimler e la Benz. Quest'ultima decise che in ogni caso sarebbe stato insensato rimanere inattivi e si dedicò a manifestazioni sportive d'altro genere. L'uscita di scena di Karl Benz, disgustato dalla propensione all'innovazione della sua e di tutte le altre Case automobilistiche, e disgustato altresì da questa corsa alle competizioni, si era dimesso qualche anno prima. Al suo posto giunsero due nuovi personaggi: Hans Niebel e Friedrich Nallinger, due personalità completamente opposte rispetto a quella conservatrice di Karl Benz. I due erano infatti sostenitori accaniti dell'importanza delle manifestazioni sportive come vettore pubblicitario ed in particolare erano convinti dell'importanza di ottenere risultati sportivi in territorio americano, al fine di porre un punto fermo anche oltreoceano in modo da avere nuovi sbocchi commerciali.
Una delle manifestazioni sportive cui la Benz dedicò particolare attenzione in quegli anni fu quella del record di velocità su terra. Alla fine degli anni '900, il detentore del record fu lo statunitense Fred Marriott Stanley, che fissò il record di velocità a 205.4 km/h con una vettura a vapore.

### Realizzazione della vettura

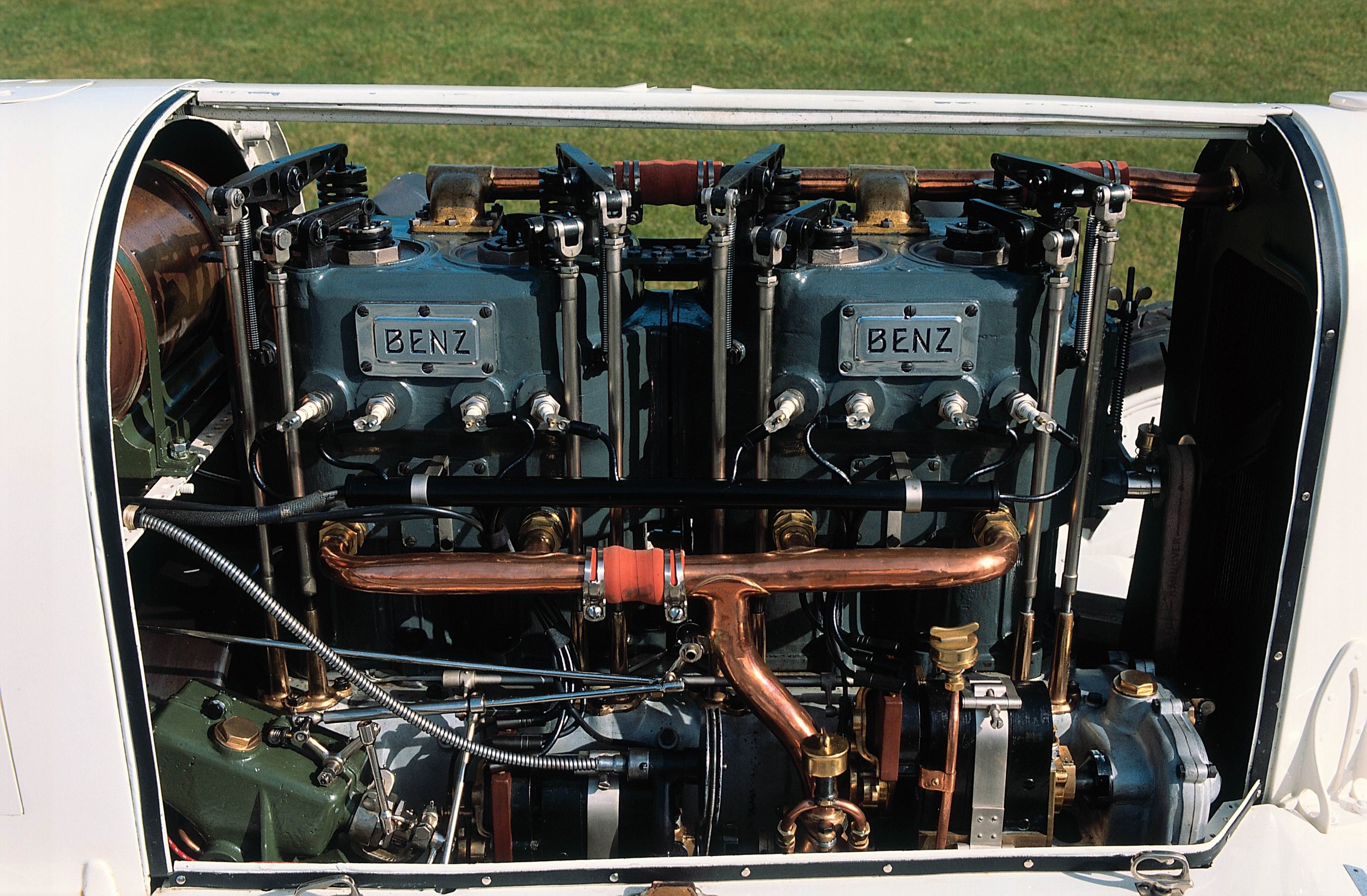
L'enorme e potente motore da 21.5 litri realizzato per la Blitzen Benz dal grande pilota Victor Héméry

Per battere tale record fu il pluridecorato pilota della Casa, il francese Victor Héméry, ad offrirsi di costruire la vettura destinata a tale scopo. Ottenuto il permesso, egli si basò essenzialmente sulla Rennwagen 158PS del 1908, sulla quale costruì una carrozzeria aerodinamica e del cui motore innalzò l'alesaggio da 154.9 a 185 mm, lasciando invariata la misura della corsa a 200 mm. La cilindrata, già enorme sulla Rennwagen con i suoi 15095 cm³, crebbe ulteriormente sulla nuova vettura, raggiungendo ben 21504 cm³. Si trattò di fatto del più grosso motore a scoppio automobilistico marchiato Benz, sia nel periodo autonomo, sia dopo la fusione con la Daimler avvenuta nel 1926. Le dimensioni impressionano maggiormente se si pensa che questo motore era un 4 cilindri in linea. Ma non era solo la cilindrata l'aspetto particolare di tale propulsore: oltre a ciò erano state adottate altre soluzioni, come l'utilizzo di nuovi pistoni che permisero l'innalzamento del rapporto di compressione a 5.8:1. La distribuzione rimase ad asse a camme laterale con testata a due valvole per cilindro, ma data l'enormità di questo motore, è stato stimato che il diametro di tali valvole è analogo a quello di molti cilindri utilizzati su motori di auto moderne.
Il motore così ottenuto arrivò ad erogare inizialmente una potenza massima di 184 CV, ma in seguito ad ulteriori perfezionamenti ed affinamenti, la punta massima prestazionale raggiunse i 200 CV a 1600 giri/min, con un picco di coppia pari a 353 Nm a 1000 giri/min.

### Le affermazioni sportive

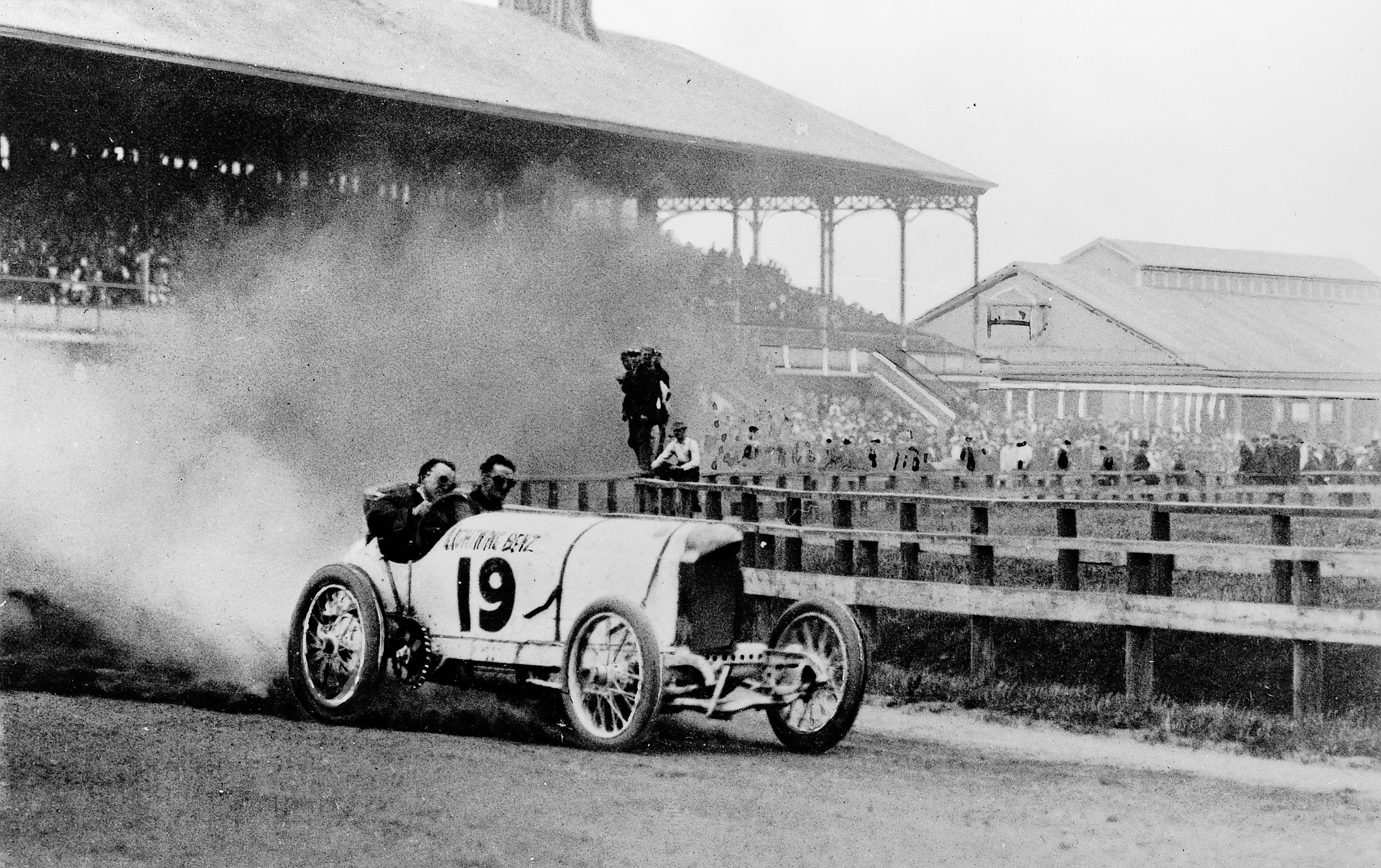
Una Blitzen Benz in gara

Le prime uscite ufficiali della nuova Benz 200PS (il soprannome Blitzen-Benz sarebbe arrivato in un secondo tempo) la videro cimentarsi su un tracciato nei pressi di Francoforte sul Meno, dove Fritz Erle riuscì ad aggiudicarsi la specialità del chilometro lanciato ad una velocità media di 159.3 km/h.
Ma i risultati migliori dovevano ancora arrivare: l'8 novembre del 1909, sul circuito di Brooklands, Victor Héméry superò per la prima volta in Europa il muro dei 200 km/h, raggiungendo una punta massima di 202.7 km/h.
A quel punto la Blitzen-Benz fu venduta ad un pilota statunitense, Barney Oldfield. La vettura che giunse oltreoceano era caratterizzata da una carrozzeria maggiormente rifinita dal punto di vista aerodinamico. Nel 1910, a Daytona Beach, Oldfield superò il record precedente stabilito a Brooklands raggiungendo una velocità di punta di 211.97 km/h. A quel punto la vettura passò nuovamente di mano, finendo ad un nuovo pilota, Bob Burmann, che il 23 aprile 1911 superò nuovamente il record precedente, lanciando la Blitzen Benz a 228.1 km/h sul chilometro lanciato. Tale record, stabilito nuovamente a Daytona Beach, rimase imbattuto fino al 1919. Ma già il 24 giugno del 1914, Hornstead fissò un altro record con la Blitzen Benz, stavolta sul miglio lanciato, raggiungendo i 199.7 km/h, la più alta velocità sul miglio lanciato.
A cavallo tra la fine degli anni '900 e l'inizio degli anni dieci del XX secolo, nessun altro mezzo di locomozione al mondo raggiungeva le prestazioni della Blitzen Benz, né fra le autovetture, né fra i treni, e neppure fra gli aeroplani. Essa poté quindi vantarsi in quegli anni, anche del record di veicolo più veloce del mondo.

### Le altre Blitzen Benz
Sono esistite altre Blitzen Benz, realizzate dopo la partenza della prima per gli Stati Uniti. La prima venne realizzata nel 1910, ed era caratterizzata in maniera simile alla precedente. Con questa vettura Fritz Erle si aggiudicò altri tornei dedicati ai record di velocità. Anche questa vettura sarebbe stata fatta espatriare per gli Stati Uniti ed anch'essa sarebbe finita in mano a Bob Burmann.
La terza Blitzen Benz è stata realizzata nel 1912: con essa Fritz Erle perfezionò il suo personale record di velocità, portandolo a 163.63 km/h. In seguito questa vettura avrebbe stabilito altri record minori nelle mani di altri piloti fino ai primi anni venti.
Della quarta e quinta Blitzen Benz non si hanno molte notizie. La sesta è stata una fuoriserie tra le altre Blitzen Benz, poiché è stata ricarrozzata con carrozzeria a 4 posti. Anch'essa ha partecipato ad alcune competizioni. Inizialmente di proprietà di un facoltoso belga, in seguito è stata venduta in Inghilterra, dove rimase per lungo tempo.